# 1969–1979
1969–1979 är ett samlingsalbum av den svenska proggruppen Arbete & fritid, utgivet på skivbolaget MNW 1991 (skivnummer MNWCD 224). 1993 utgavs den på nytt under namnet Deep Woods (RESCD 501).

## Låtlista
1. "Gånglåt efter Lejsme Per Larsson, Malung" – 3:00
2. "Finsk sorgmarsch" – 4:15
3. "Garbergsbrudens dödsmarsch" – 1:30
4. "Arbete & fritid (körkort)" – 8:00
5. "Esso Motor Hotel" – 5:20
6. "Två springare" – 4:10
7. "Vals" – 2:35
8. "Dorisk Drone" – 6:40
9. "Thulcandra" – 7:45
10. "Harmageddon Boogie" – 3:15
11. "Jag är inte som andra" – 3:50
12. "The European Way" – 3:30
13. "Småvarmt" – 3:35
14. "Maklins Brudmarsch, Orsa" – 4:15
15. "Hin Håles Halling" – 3:30
16. "Franska valsen" – 2:50

### Fotnoter
1. ↑  ”1969–1979”. Discogs.com. http://www.discogs.com/Arbete-Fritid-1969-1979/release/2698674. Läst 5 september 2012.
2. ↑  ”Deep Woods”. Progg.se. Arkiverad från originalet den 15 maj 2012. https://web.archive.org/web/20120515045724/http://www.progg.se/band.asp?ID=11. Läst 5 september 2012.